# Lindneromyia hungarica
Lindneromyia hungarica är en tvåvingeart som beskrevs av Chandler 2001. Lindneromyia hungarica ingår i släktet Lindneromyia och familjen svampflugor. Inga underarter finns listade i Catalogue of Life.